# Pathibara
Pathibara (také Pyramid nebo Pyramid Peak) je hora vysoká 7 123 m n. m. (7 140 m dle jiných zdrojů) v pohoří Himálaj na horském hřebeni, který odděluje Nepál od svazového státu Sikkim v Indii.

## Charakteristika
Pathibara se nachází 13,32 km severně od osmitisícového vrcholu Kančendženga. Jižní část sousedí s horou Kirat Čuli (7 365 m) a je 4,24 km daleko. Na severovýchod vede z vrcholu Pathibary hřeben na 4,33 km vzdálenou horu Langpo (6 965 m).
Vedlejší vrchol Pathibara East (také Pathibhara Purba nebo Sphinx, 6 837 m) se nachází 2 km východně.

## Prvovýstup
Pathibara byla poprvé vylezena v dubnu 1993 indonésko-japonskou expedicí, kterou vedli horolezci Harbhajanem Singhem a Yoshio Ogata. Výstupová cesta vedla z indické strany přes severovýchodní hřeben. Dne 24. dubna dosáhli vrcholu Japonci Hiroshi Iwazaki, Nobuhiro Shingo a Yoshio Ogata a Indové Jot Singh Bhundari, Sunder Singh Martolia, Lopsang Šerpa a Purba Lepcha. Během expedice byly provedeny prvovýstupy na vedlejší vrcholy Pathibara North (7 100 m) a Pathibara East.